# Milpa Alta
Koordinaten: 19° 12′ N, 99° 1′ W

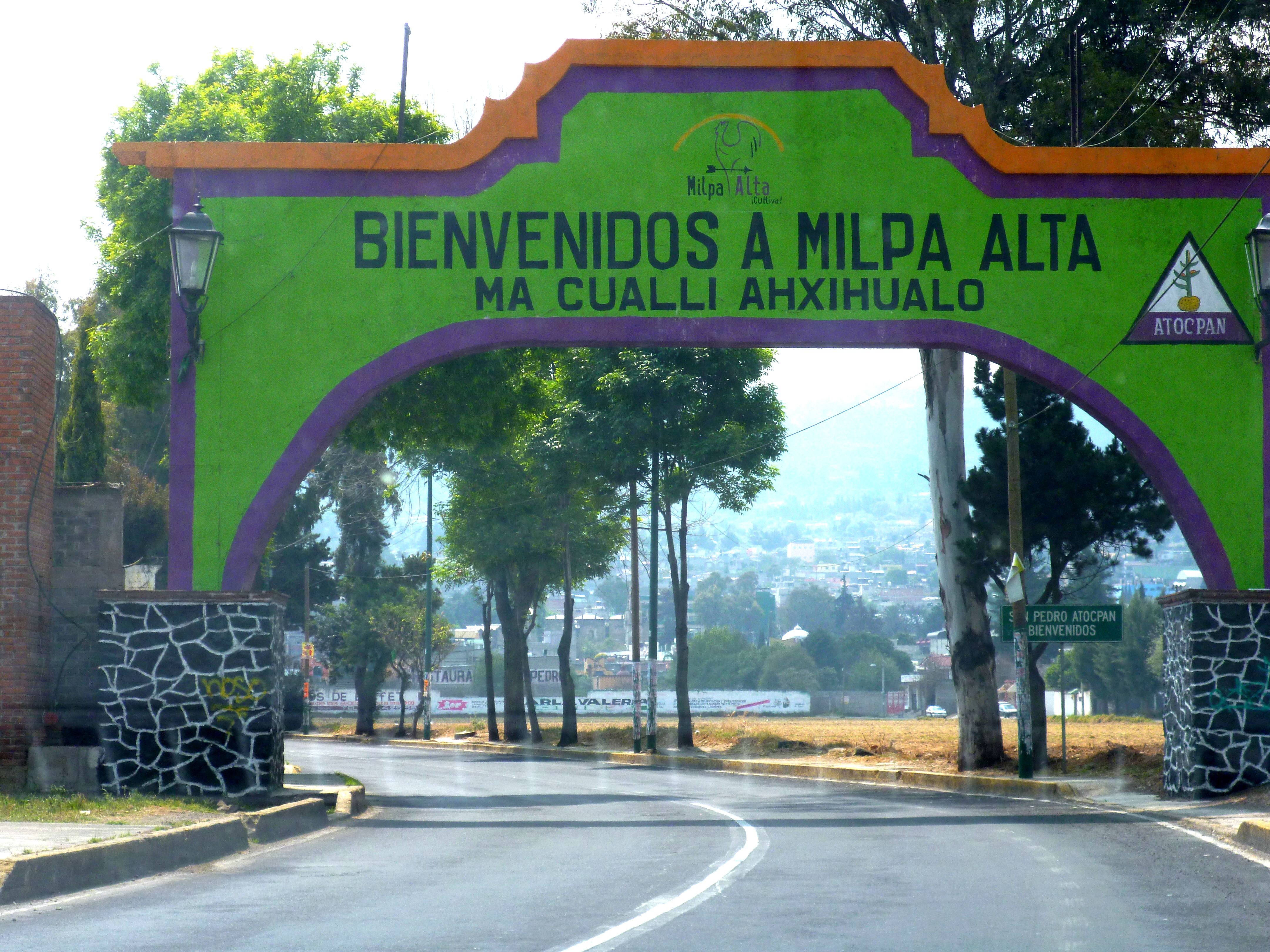
Eingang nach Milpa Alta (San Pedro Atocpan) mit zweisprachiger Aufschrift (Spanisch/Nahuatl: „Willkommen“)

Milpa Alta (dt. Hohes Maisfeld) ist einer von 16 Bezirken (demarcaciones territoriales) von Mexiko-Stadt, der sich im äußersten Südosten der mexikanischen Hauptstadt befindet. Obwohl er flächenmäßig der zweitgrößte Bezirk ist, hat er zugleich die wenigsten Einwohner; denn Milpa Alta besteht zu etwa 98 % aus Wäldern, Ackerland und Weideflächen. Somit kommt dem Bezirk eine immense Bedeutung als Naturreservat für die Hauptstadt zu und die Stadtvertreter haben ihn aus diesem Grund zur Schutzzone erklärt.
Milpa Alta umfasst mehr als 200 Ortschaften, von denen sechs über 10.000 und weitere vier über zumindest 1000 Einwohner verfügen. Die Wohngebiete konzentrieren sich im Wesentlichen auf das nördliche Drittel der Demarcación territorial. Die einwohnerstärksten Orte sind San Antonio Tecómitl, Villa Milpa Alta, San Pedro Oztotepec, San Salvador Cuauhtenco, San Francisco Tecoxpa, Santa Ana Tlacotenco und San Pedro Atocpan.
Innerhalb von Mexiko-Stadt hat Milpa Alta den höchsten Anteil an einheimischen Sprechern des Nahuatl, dessen hier gesprochene Variante dem Klassischen Aztekischen am nächsten steht. Die meisten Sprecher leben in  Santa Ana Tlacotenco, San Francisco Tecoxpa, San Pedro Actopan und San Pablo Oztotepec. Die Mehrzahl der Sprecher ist allerdings gehobenen Alters, so dass das Nahuatl hier eine stark bedrohte Sprache ist. Der Anteil der Sprecher nahm von 10,1 % 1970 über 7,5 % 1980 und 4,8 % 1990 auf 4,5 % 2000 zurück. Als wichtiger Faktor für diesen starken Rückgang gilt unter anderem, dass immer mehr Bewohner zum Geldverdienen in die Stadt pendelten und so die alltäglichen Beziehungen mit Kommunikation auf Nahuatl nicht mehr gegeben waren. Am meisten wird Nahuatl noch in Santa Ana Tlacotenco gesprochen, nämlich 2000 von 70 % der Bevölkerung, darunter auch einigen Kindern. In den 1970er Jahren wurde in Santa Ana Tlacotenco die Academia de Lengua y Cultura Náhuatl gegründet, die hier seitdem kostenlosen Unterricht auf Nahuatl für Kinder ab dem Kindergartenalter und Erwachsene anbietet. Auch alte Menschen, Nahuatl-Muttersprachler, geben dabei ihr Wissen weiter.